# Kol Yisrael
Kol Yisrael (hebreu קול ישראל‎ Kol Jisra'el, La Veu d'Israel) és el nom de la ràdio pública israeliana, que va emetre serveis radiofònics locals i internacionals.

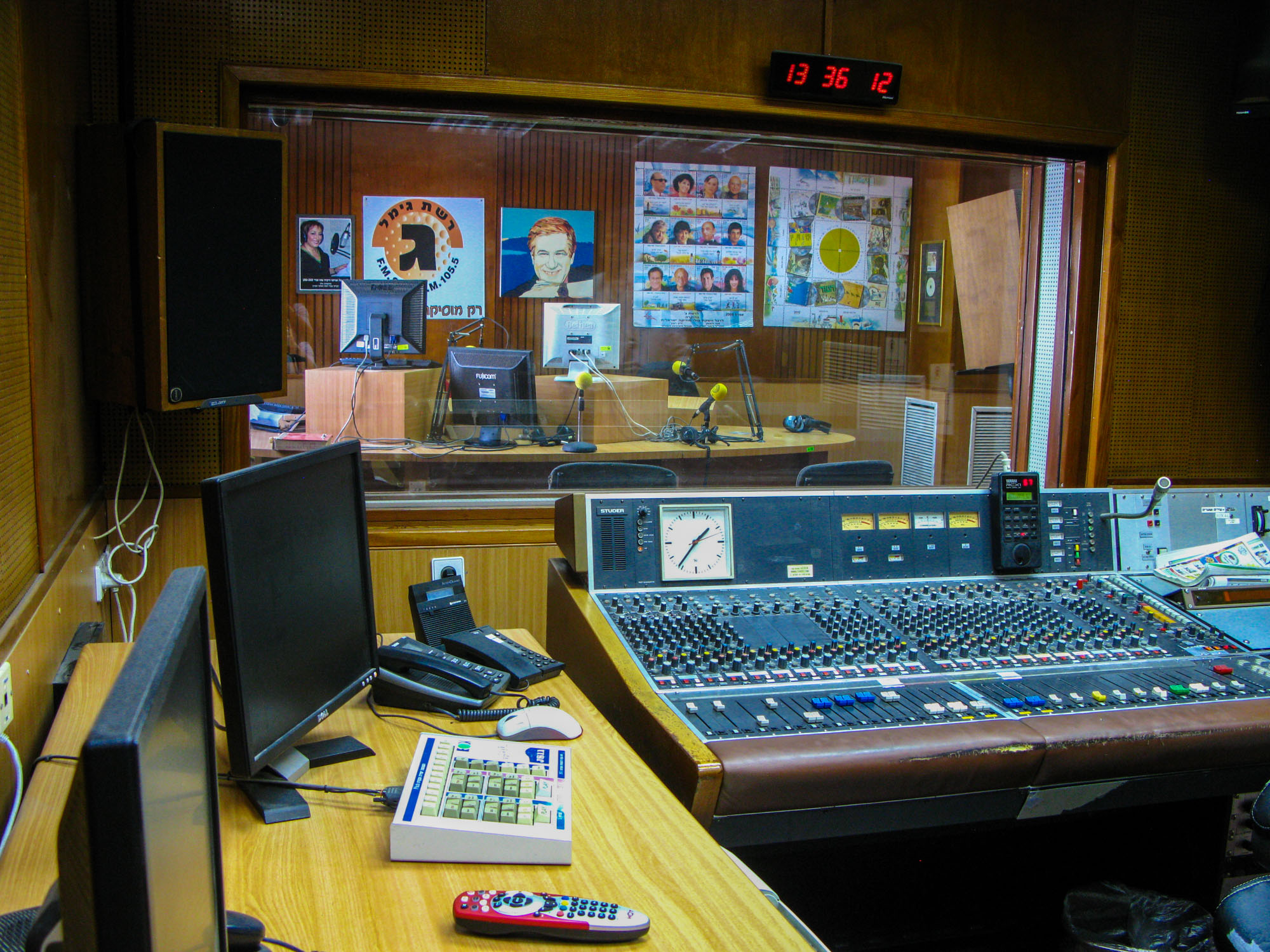

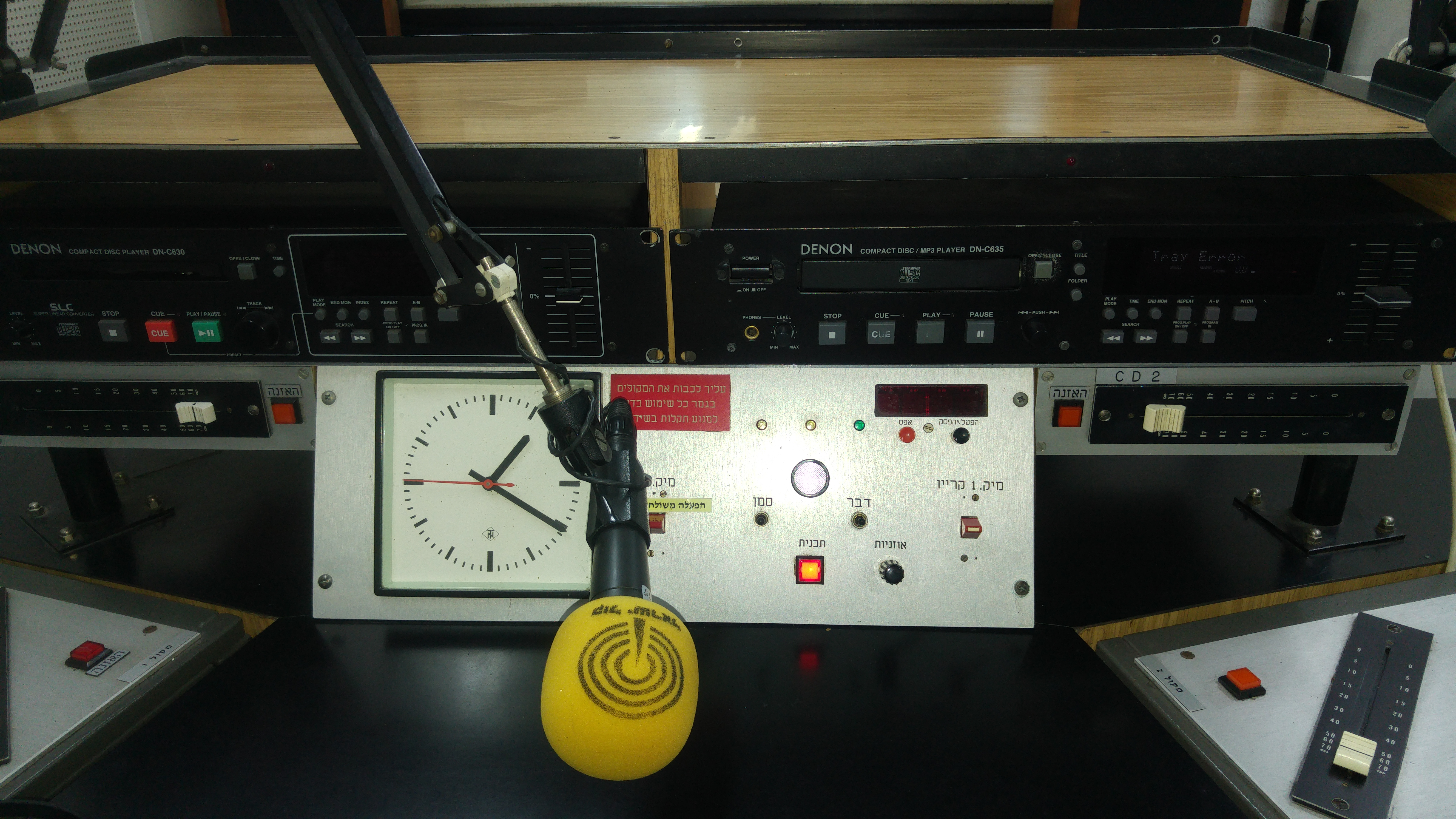

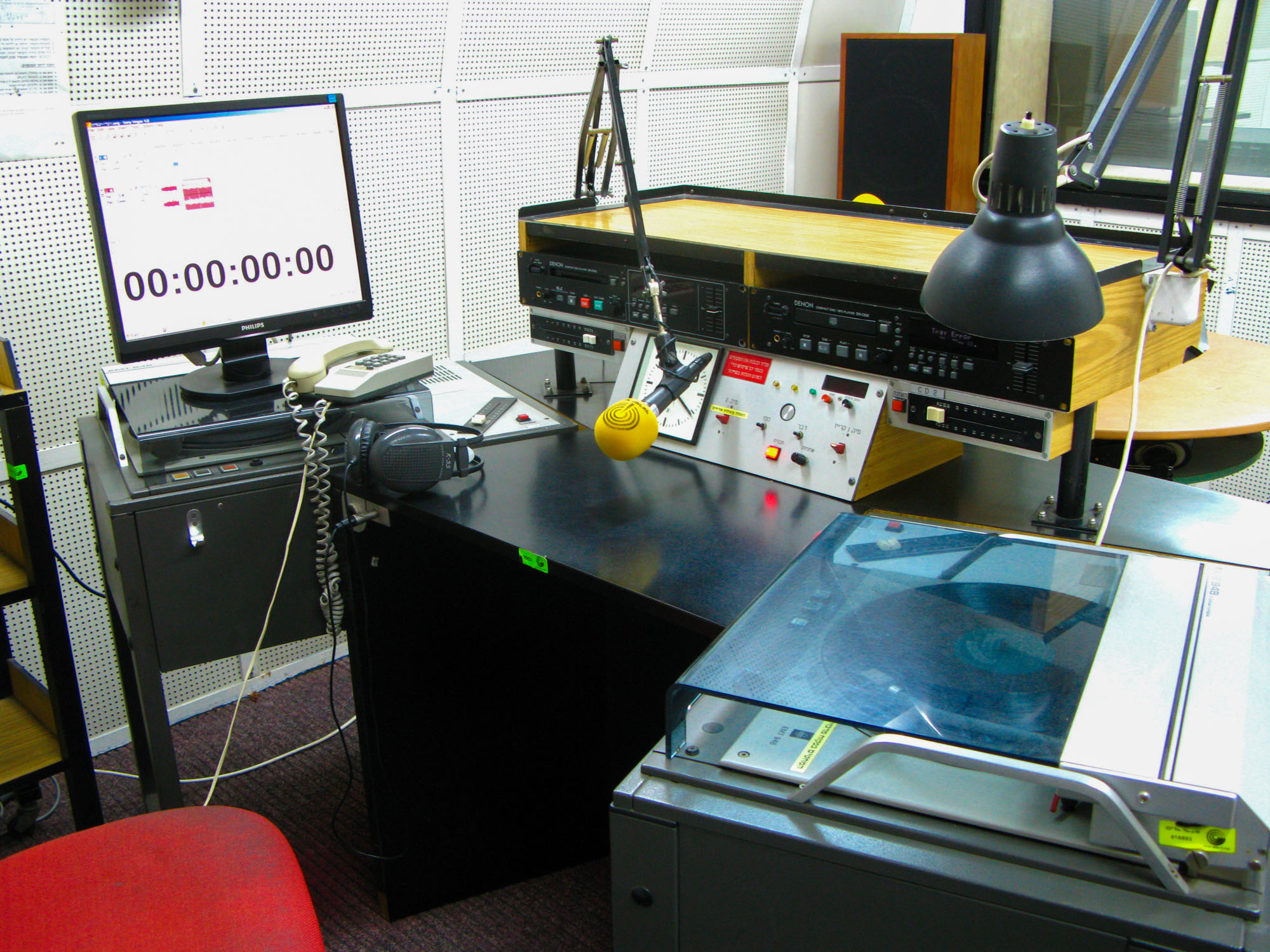

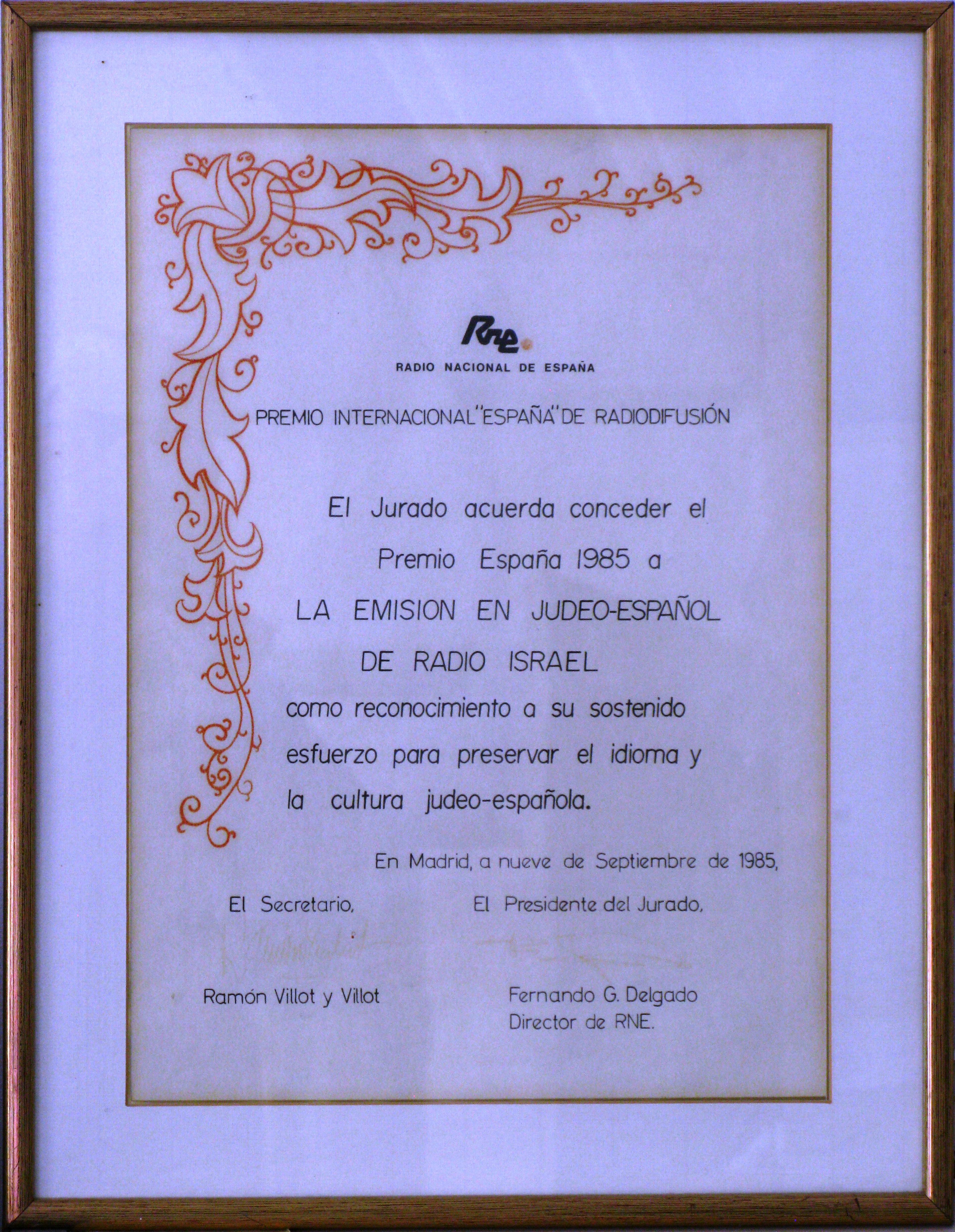

Kol Yisrael va començar les seves emissions com a ràdio local dependent del Ministeri de l'Interior des de la independència d'Israel el 14 de maig de 1948, el qual era responsable de les emissions locals i internacionals. Després va passar a dependre de l'Oficina de Correus i Telègrafs per a acabar al servei de l'Oficina del Primer Ministre.

## Història
La primera emissió va ser la lectura de la Declaració d'Independència des de Tel-Aviv de David Ben-Gurion, encara que els antecedents més antics es remunten a 1940 quan una de les emissores de la resistència es denominava Kol Israel. Però el nom es va canviar aviat, reservant-lo per al dia en què s'aconseguís la independència.
L'estació de radi va aprofitar les antigues instal·lacions de la Palestine Broadcasting Service, que havia estat el mitjà oficial de les autoritats britàniques en Palestina en 1936. L'equip directiu estava compost tant per antics integrants del Palestine Broadcasting Service com per membres que havien actuat en mitjans radiofònics de la resistència integrant la Haganà.
Kol Yisrael va ser pionera en l'ús de les transmissions en freqüència modulada. Durant els primers anys, les estacions operaven des de Jerusalem, Tel-Aviv i Haifa. l'antiga Palestine Broadcasting Service tenia els seus transmissors a Ramallah, però havien quedat en el sector àrab sota control jordà.
Al març de 1950 van començar les emissions internacionals sota el nom de Kol Zion La Golah per l'Organització Sionista Mundial en cooperació amb l'Agència Jueva d'Israel. En 1958 es va fusionar el servei internacional amb el local amb el nom de Kol Israel.
En 1965, l'Autoritat de Radiodifusió d'Israel, una entitat pública independent acabada de crear, va assumir el control i gestió de Kol Yisrael des de l'Oficina del Primer Ministre, recuperant de nou el seu nom en 1979.

## Canals
- Israel Radio International: destinat als immigrants a Israel, s'emet en 13 idiomes. emet en anglès, francès, farsi, rus, judeocastellà, castellà, romanès, georgià, amàric, tigrinya i altres.[3]
- Reshet Alef: programa cultural i generalista amb notícies en anglès.
- Reshet Beit.
- Reshet Gimel: música israeliana.
- Reshet Dalet: emissora en àrab.
- Reshet Hei.
- 88 FM: música pop internacional.
- Kol Hamusika: música clàssica europea.
- Reshet Moreshet: emissora religiosa.
- REQA.